# 筒倉 (蒙大拿州)
筒倉（英語：The Silos）是位於美國蒙大拿州布羅德沃特縣的普查規定居民點。

## 人口
根據2020年美國人口普查的數據，筒倉的面積為13.29平方千米，皆為陸地。當地共有人口691人，而人口密度為每平方千米51.99人。